# Bathyraja longicauda
Cá đuối Skate đuôi mảnh (Bathyraja longicauda) là một loài cá trong họ Arhynchobatidae. Nó được tìm thấy ở Chile và Peru trong môi trường sống tự nhiên ngoài biển khơi.